# 局部变量
在计算机科学中，局部变量（英語：local variables）是拥有局部作用域的变量。这样的变量只能由声明它的函数或块中访问。在仅有两层可见性的程序设计语言中，局部变量对应全局变量；另一方面，许多类ALGOL语言允许任意多层的嵌套函数，各自拥有私有变量、函数、常量和类型。
大多数程序设计语言中，局部变量是直接存储在调用堆栈上的自动变量。即递归函数调用自己时，局部变量的每一份实例都在不同的地址空间中。于是在当前作用域对变量的声明、写入、读取都不会在其被声明的函数外产生副作用。

## 静态局部变量
静态局部变量（英語：static local variables）是一类特殊的局部变量，许多主流语言（C/C++、Visual Basic、 VB.NET等）中都有该变量。静态局部变量的值将一直保留，即便一个函数结束，另一个函数开始使用该变量。换言之，它是局部范围（local scope）的静态变量。

静态局部变量 和 静态全局变量（英語：static global variables）的生命周期一样，它们会存活到程序结束为之。它们的区别：静态局部变量只可被一个函数访问（function scope）， 静态全局变量 可被所有函数访问（global scope）。
```
#include
 
<iostream>

using
 
namespace
 
std
;

void
 
test
()

{

    
// var是一个静态局部变量

    
static
 
int
 
var
 
=
 
0
;

    
++
var
;

    
cout
 
<<
 
var
 
<<
 
endl
;

}

int
 
main
()

{

    

    
test
();
 
// 输出1

    
test
();
 
// 输出2

    
return
 
0
;

}

```

闭包（英語：Closure）同样可以做到静态局部变量的效果。